# Wilhelm von Woyna (général, 1863)
Wilhelm Friedrich Ludwig von Woyna (né le 3 juillet 1863 à Königsberg et mort en mai 1950) est un lieutenant général prussien.

## Biographie
Le 15 avril 1882, il rejoint l'armée prussienne en tant que sous-lieutenant. Le 22 mai 1912, il prend la direction du 60e régiment d'artillerie de campagne à Schwerin, et le 3 février 1914, celui de la 15e brigade d'artillerie de campagne (de) à Cologne, avec laquelle il part également à la guerre. Le 28 août 1914, il devient chef d'état-major du 1er corps d'armée sous les ordres d'Hermann von François. Le 18 août 1915, il prend la tête de la 3e division de Landwehr. Le 19 juin 1916, il prend la tête de la 5e division de réserve. Le 28 décembre 1916, il prend la tête de la 225e division d'infanterie (de) jusqu'au 5 juillet 1917. Le 27 janvier 1918, il est promu Generalleutnant pour prendre la tête du 7e corps d'armée le 6 juillet 1918. Le 9 février 1919, il redevient toutefois commandant de la 20e division d'infanterie jusqu'à sa dissolution.